# Unidad Especial de Intervención (Spanien)

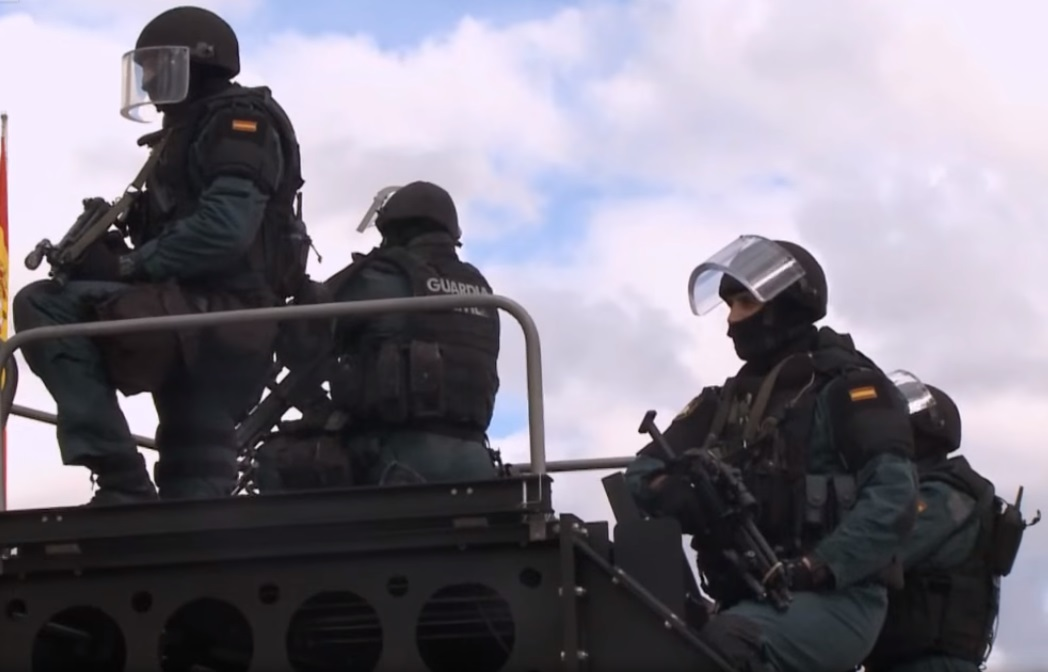
Einige UEI-Mitglieder auf dem Bild der Valdemoro-Garnison

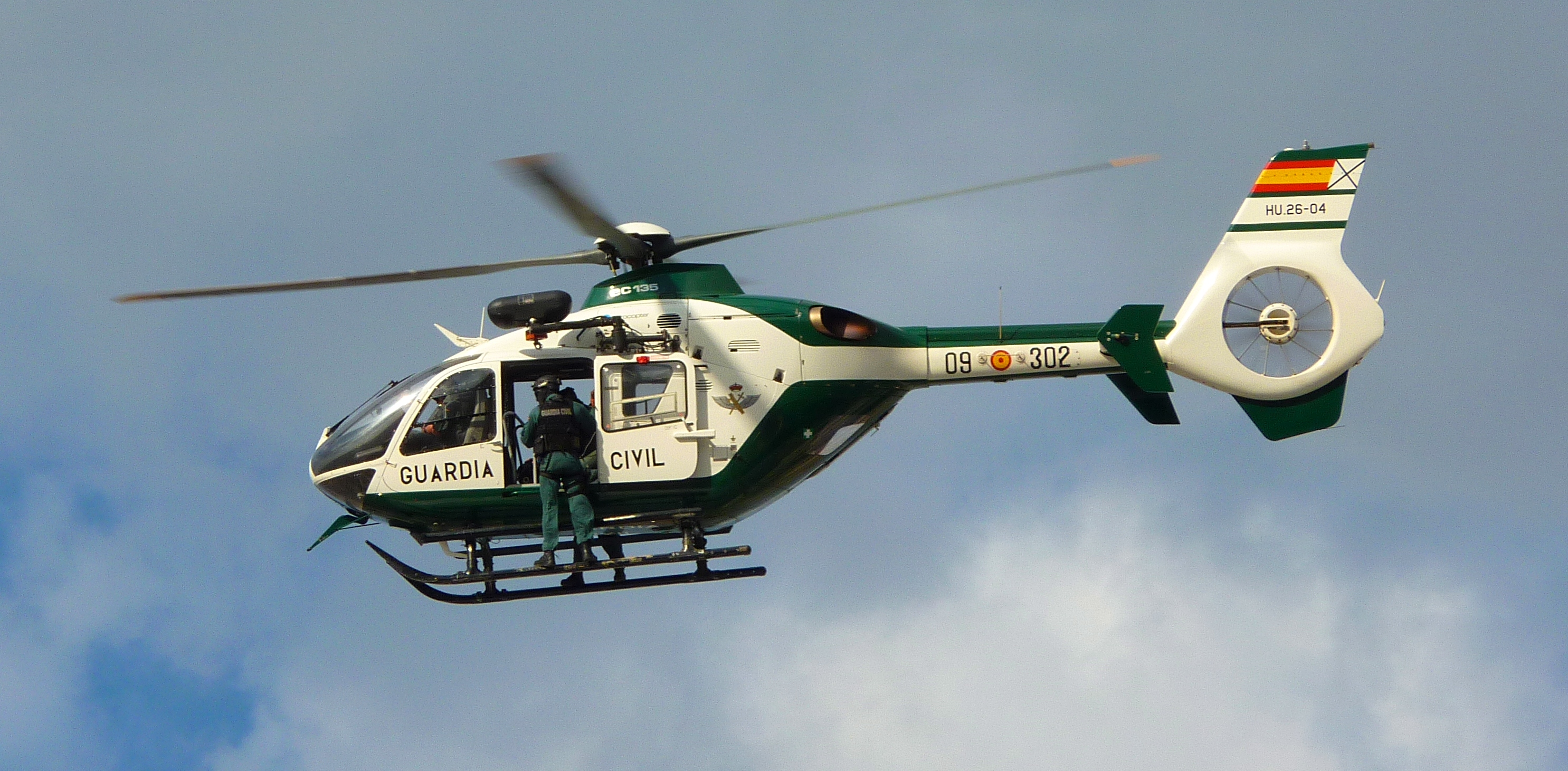
Airbus Helicopters EC-135P2 der spanischen Guardia Civil mit Mitgliedern der UEI

Die Unidad Especial de Intervención (UEI) (deutsch: Sondereinsatzeinheit) ist die Spezialeinheit der Guardia Civil, der spanischen Gendarmerie. 

## Übersicht
Die UEI wurde 1978 gegründet, um auf Situationen mit hohem Risiko, einschließlich Geiselnahme, zu reagieren. Ihr Motto ist Celeritas et Subtilitas Patrio (deutsch: Präzision und Geschwindigkeit eines Vorfahren). Die Einheit hat ihren Sitz in Valdemoro in der Autonomen Gemeinschaft Madrid.
Der genaue Umfang der UEI-Aktivitäten und die Gesamtzahl des Personals werden nicht veröffentlicht. Im Jahr 2008, anlässlich des 30-jährigen Bestehens der Einheit, teilte ihr Kommandeur mit, dass die UEI bis dahin an 375 Operationen teilgenommen hat, bei denen 563 Geiseln befreit und 640 Personen verhaftet wurden, von denen 141 zu terroristischen Gruppen gehörten. Zu diesen Operationen gehörten 11 Hochsee-Einsätze gegen den Drogenschmuggel. Er verriet auch, dass aufgrund des anspruchsvollen Auswahlverfahrens von den 26 Bewerbern, die sich in diesem Jahr für die Einheit beworben hatten, nur vier zugelassen worden waren. Die Einheit griff auch bei 18 Gefängnisunruhen mit Geiselnahme ein. Das UEI ist Teil des von der Europäischen Union geförderten ATLAS-Verbunds.

## Organisation
Die Einheit wird von einem aktiven Oberstleutnant der Guardia Civil kommandiert und ist aufgeteilt in operative Gruppen und technische Supportgruppen.

## Ausrüstung

### Kleidung
- Schwarze Sturmhaube (sie gibt der Einheit den informellen Spitznamen: schwarze Gesichter)
- Kugelsichere Weste
- Taktische Weste
- Schutz von Ellbogen, Knien und Schienbeinen
- Stiefel und Handschuhe.

Bei Einsätzen an Land:
- Grüne Sturmmontur mit dem Schild der Einheit auf dem rechten Ärmel in Schulterhöhe und der spanischen Flagge auf dem linken Ärmel in Schulterhöhe.
- Helm mit ballistischem Schutzvisier für den Stadtkampf

Bei Einsätzen auf See:
- Schwarzer Trockenanzug der Marine mit selbstaufblasbarer Schwimmweste. Schild und Flagge auf den Ärmeln.
- Leichter ProTec-Halbschal aus Polyethylen* Schwarze Sturmhaube

Bei Aufstandsbekämpfung:
- Ausrüstung für die Aufstandsbekämpfung.

### Waffen
Es werden unter anderem eingesetzt:
- HK USP
- Glock 17 Gen 3 ausgestattet mit einer taktischen Taschenlampe
- HK MP5SD3
- FN P90
- HK G36K
- HK G41
- HK416
- HK417
- Barrett M82
- Accuracy International Arctic Warfare